# Cápsula do tempo

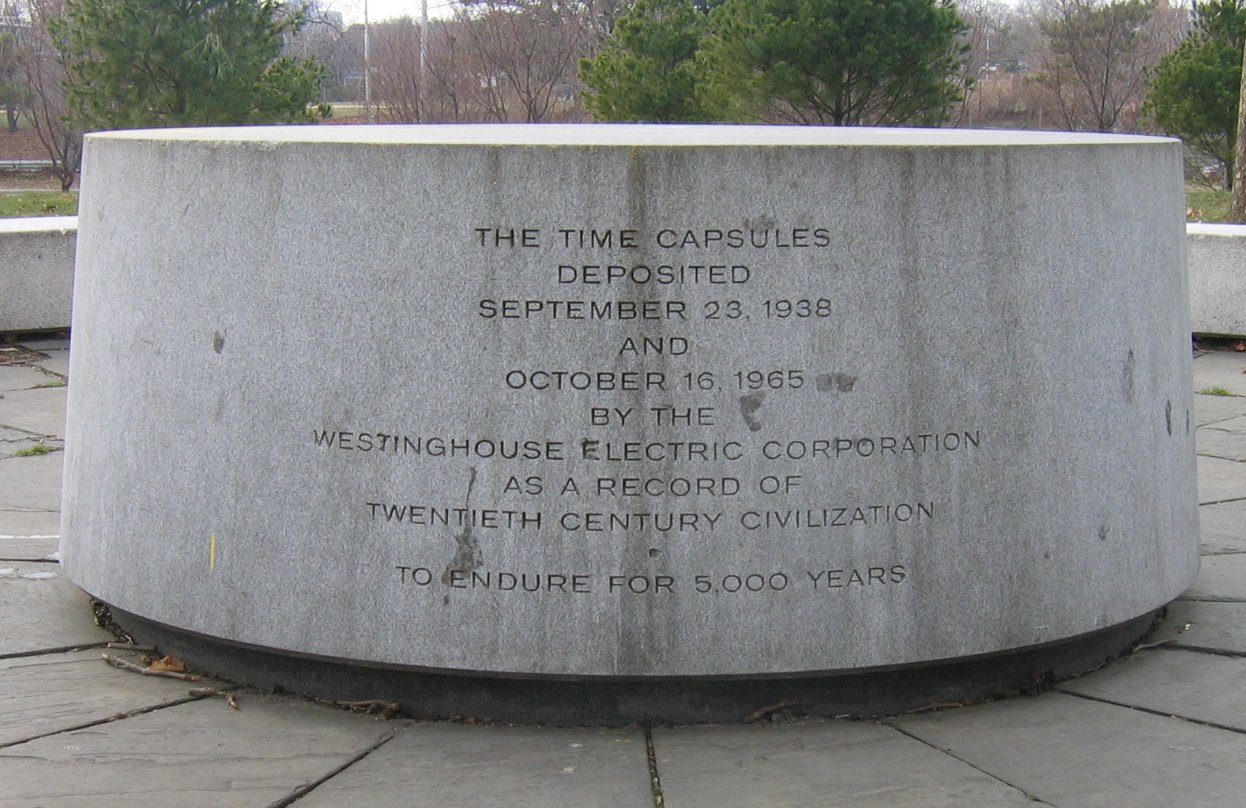
Cápsula do tempo de Westinhouse, em Nova Iorque, selada em 1938 e 1965 e prevista para ser aberta em 5000 anos.

Uma cápsula do tempo é um recipiente especialmente preparado para armazenar objetos ou informações  comuns a uma sociedade numa determinada época, para que seu conteúdo seja preservado e acessado por gerações futuras. 
De modo geral, cápsulas do tempo possuem uma data final para abertura, que pode variar de décadas a milênios. Também é esperado que sejam seladas ou enterradas, com o objetivo de manter seu conteúdo à salvo de intervenções humanas (como furtos dos objetos originais, que eventualmente têm valor financeiro) e do efeito da degradação do tempo (como umidade, fungos, intempéries, etc). 
É comum que cápsulas do tempo contenham moedas, jornais, cartas e outras peças circulantes no período de seu fechamento. Cápsulas mais recentes incluem objetos mais variados (como desenhos, aparelhos eletrônicos e itens de uso pessoal) que permitam uma visão mais ampla das comunidades que as depositaram.
O termo "cápsula do tempo" foi cunhado em 1938, quando houve a cerimônia de selamento da cápsula de Westinghouse, em Nova Iorque.

## Origens
As sociedades antigas de todos os continentes já tinham o hábito de armazenar e enterrar artefatos por causas diversas, seja por ofertas votivas em locais sagrados ou não sagrados, como os antigos gregos e romanos; seja para santificar fundações de edifícios ou tumbas das sociedades da Mesopotâmia. Na Idade Média, ritos de consagração de igrejas católicas utilizavam práticas similares nas suas pedras fundamentais. Após a Revolução Americana de 1776, que resultou na Independência dos Estados Unidos da América, os americanos buscavam símbolos de identidade nacional. Uma das práticas adotadas era realizar uma cerimônia de lançamento da pedra fundamental de algum prédio ou monumento. Parte desse ato consistia em depositar objetos e documentos simbólicos no local, geralmente com a presença de oficiais da Maçonaria.
Entretanto, esses recipientes não tinham, aparentemente, a intenção de serem reabertos, visto que isto degradaria as bases da construção onde foram depositados. Segundo o historiador e estudioso sobre cápsulas do tempo William Jarvis, estes recipientes configurariam mais corretamente "depósitos de fundação".
Aceita-se que a primeira cápsula do tempo com data final definitiva de reabertura tenha sido selada nos Estados Unidos, em 1876. Esta caixa foi criada durante a Exposição Universal na Filadélfia, com o propósito de ser aberta após 100 anos. Quando finalmente foi aberta em 1976, seu interior continha relíquias do século XIX, como uma caneta de ouro e um tinteiro, um livro, assinaturas de cidadãos americanos e fotos de políticos da época.
Após este período do século XIX, houve uma proliferação de cápsulas do tempo em vários pontos dos Estados Unidos e do mundo. Desde então, raramente as cápsulas enterradas possuem ligações COM causas religiosas, mas antes cívicas (como a inauguração de um monumento ou uma data comemorativa), históricas (preservação de um legado assumido) e científicas. 

## Cápsulas intencionais e não intencionais

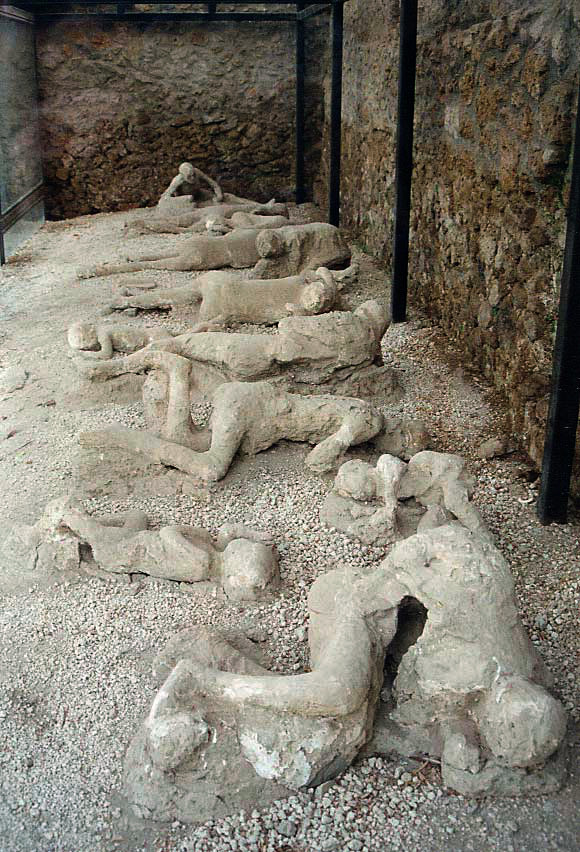
Exemplo de cápsula do tempo não intencional: Pompeia. Cinzas e lama moldaram os corpos das vítimas, permitindo que fossem encontradas 1600 anos após a erupção do Vesúvio.

Cápsulas do tempo podem ser classificadas em dois tipos: intencionais e não intencionais. Cápsulas do tempo intencionais são aquelas colocadas de propósito e são normalmente destinadas a serem abertas ou acessadas em uma determinada data futura. 
Já as cápsulas do tempo não intencionais são geralmente de natureza arqueológica (como ocorrido em Pompeia, quando a erupção do vulcão Vesúvio provocou uma intensa chuva de cinzas que sepultou toda a cidade e a tornou oculta por 1600 anos). Achados de grande importância cultural são frequentemente encontrados em escavações arqueológicas no mundo todo.

## Exemplos notórios
As cápsulas do tempo de Westinghouse é uma das cápsulas do tempo mais conhecidas. Ela foi, inicialmente, batizada de bomba-relógio, e construída durante a Feira Mundial de Nova Iorque de 1939-1940 pela empresa do setor elétrico Westinghouse, como parte de sua exposição. O artefato possui 2,30 metros de comprimento, com um diâmetro de 22 centímetros e peso de 363 quilos. A Westinghouse nomeou a cápsula de "Cupaloy" e a fabricou com uma liga de cobre e prata, alegando que o material tinha poder semelhante ao do aço leve, com alta resistência. Uma segunda cápsula foi instalada em 1965. 
Tais cápsulas foram concebidas para resistir até o ano 6965. Seu interior contém produtos de uso diário como um carretel de linha e uma boneca, um livro que descrevia a cápsula e os engenheiros responsáveis por sua criação, um frasco de sementes de culturas de alimentos básicos, um microscópio e um microfilme com instruções para uma possível reprodução futura do material gravado.

### Cápsulas espaciais
Há várias cápsulas do tempo "enterradas" no espaço. As sondas espaciais do Programa Voyager, por exemplo, carregam um disco com informações sobre o planeta Terra e visam deixar o sistema solar na direção de outros sistemas. Existem outras mensagens gravadas em discos de ouro no interior das sondas Pioneer 10 e Pioneer 11, conhecida como placas Pioner. 
O satélite KEO foi projetado em 2003 com a missão de lançar uma cápsula do tempo espacial contendo mensagens pessoais de pessoas comuns do mundo inteiro, devendo retornar ao planeta dentro de aproximadamente 50 000 anos, quando a sonda cairá na atmosfera.Entretanto, o projeto não possui uma confirmação de lançamento até, pelo menos, o ano de 2022.

## Críticas
De acordo com o historiador e estudioso de cápsulas do tempo William Jarvis, a maioria das cápsulas intencionais geralmente não oferece muita informação histórica útil, fornecendo poucas informações sobre as pessoas da época em que foram construídas.
Em contraste, as ruínas de Pompeia, exemplo de cápsula do tempo não intencional, contêm uma grande quantidade de objetos do cotidiano, como pinturas em paredes, comida nas lareiras e os restos mortais de indivíduos presos em cinzas vulcânicas, o que fornece muitas informações sobre o cotidiano daquelas pessoas.
Muitas das modernas cápsulas do tempo contêm apenas artefatos de valor limitado para futuros historiadores. Jarvis sugeriu que os objetos descrevessem a vida das pessoas que criaram as cápsulas, como notas pessoais, desenhos e documentos, o que aumentaria muito o valor das cápsulas do tempo para o historiador futuro.
Outra observação feita por Jarvis refere-se aos problemas relacionados com a seleção dos recipientes que transmitirão as informações para o futuro. Alguns destes problemas incluem a obsolescência da tecnologia e da deterioração dos meios de armazenamento eletromagnéticos.
Muitas cápsulas do tempo enterradas se perdem, porque o interesse desaparece e a localização exata da cápsula é esquecida, ou são destruídas por qualquer causa, seja natural ou não.

## Galeria

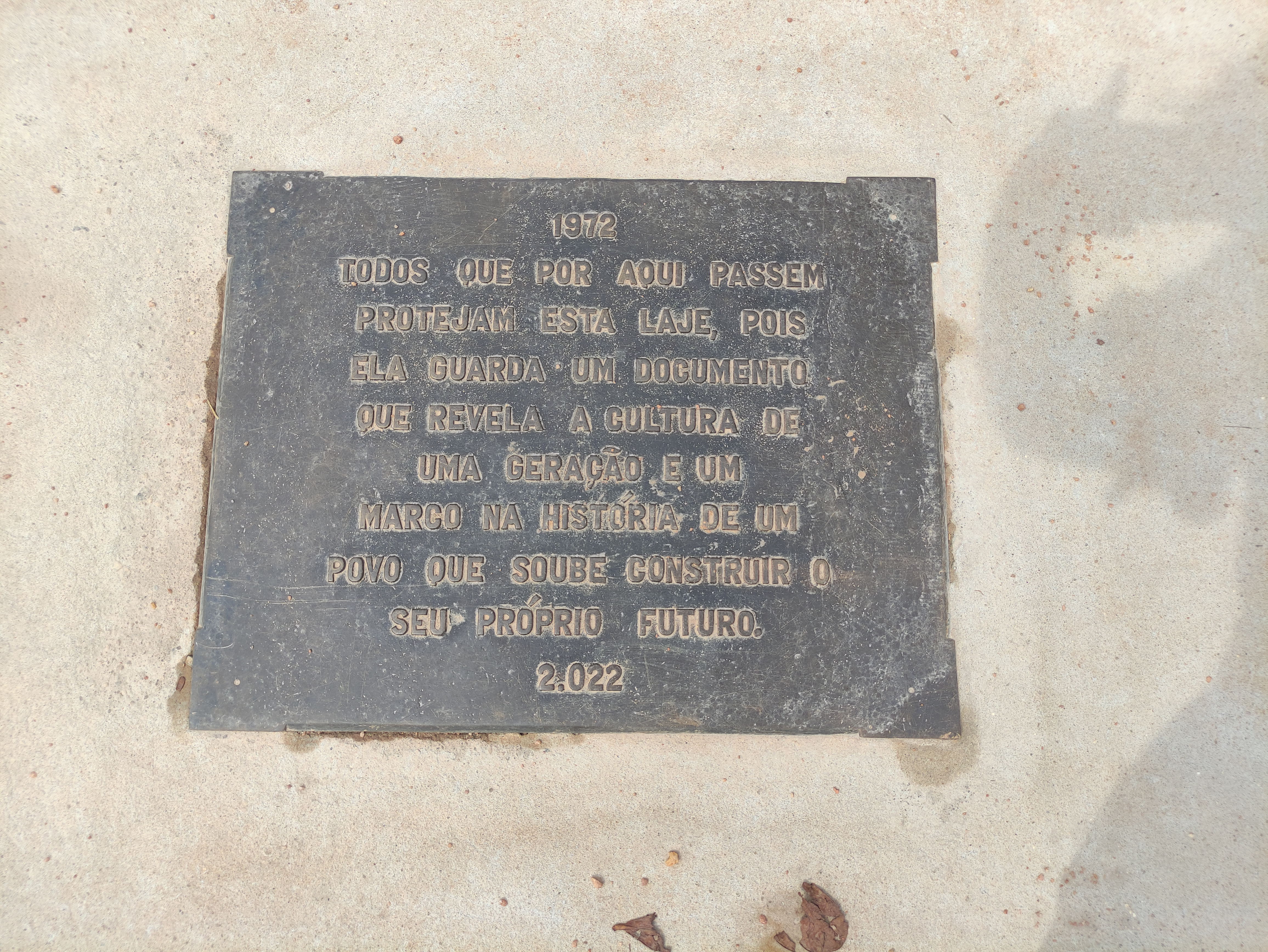
Cápsula do tempo na Quinta da Boa Vista, no Rio de Janeiro. Enterrada em 1972, com previsão de abertura em 2022.
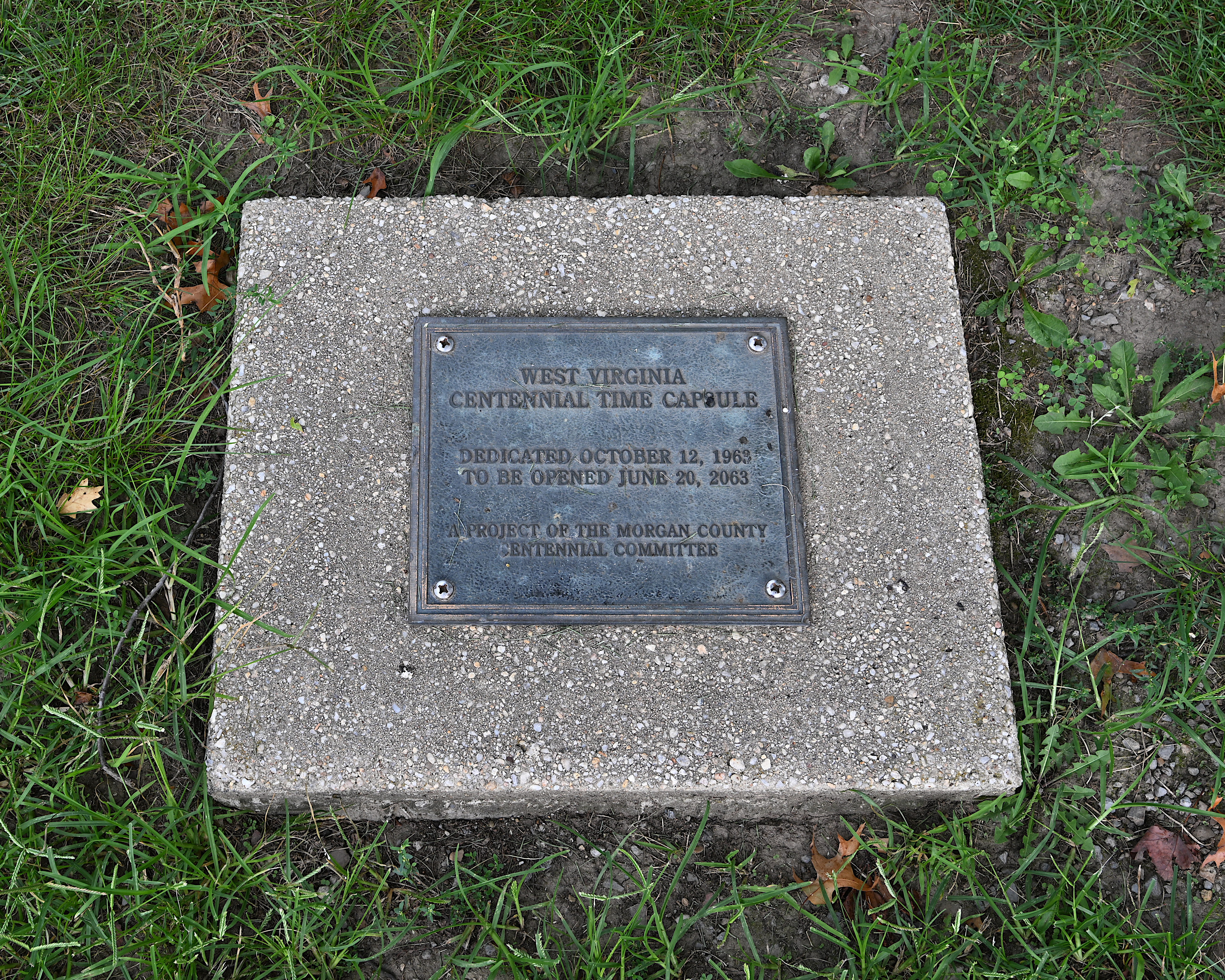
Cápsula do tempo enterrada em West Virginia, nos Estados Unidos. Selada em 1963, com previsão de abertura em 2063.
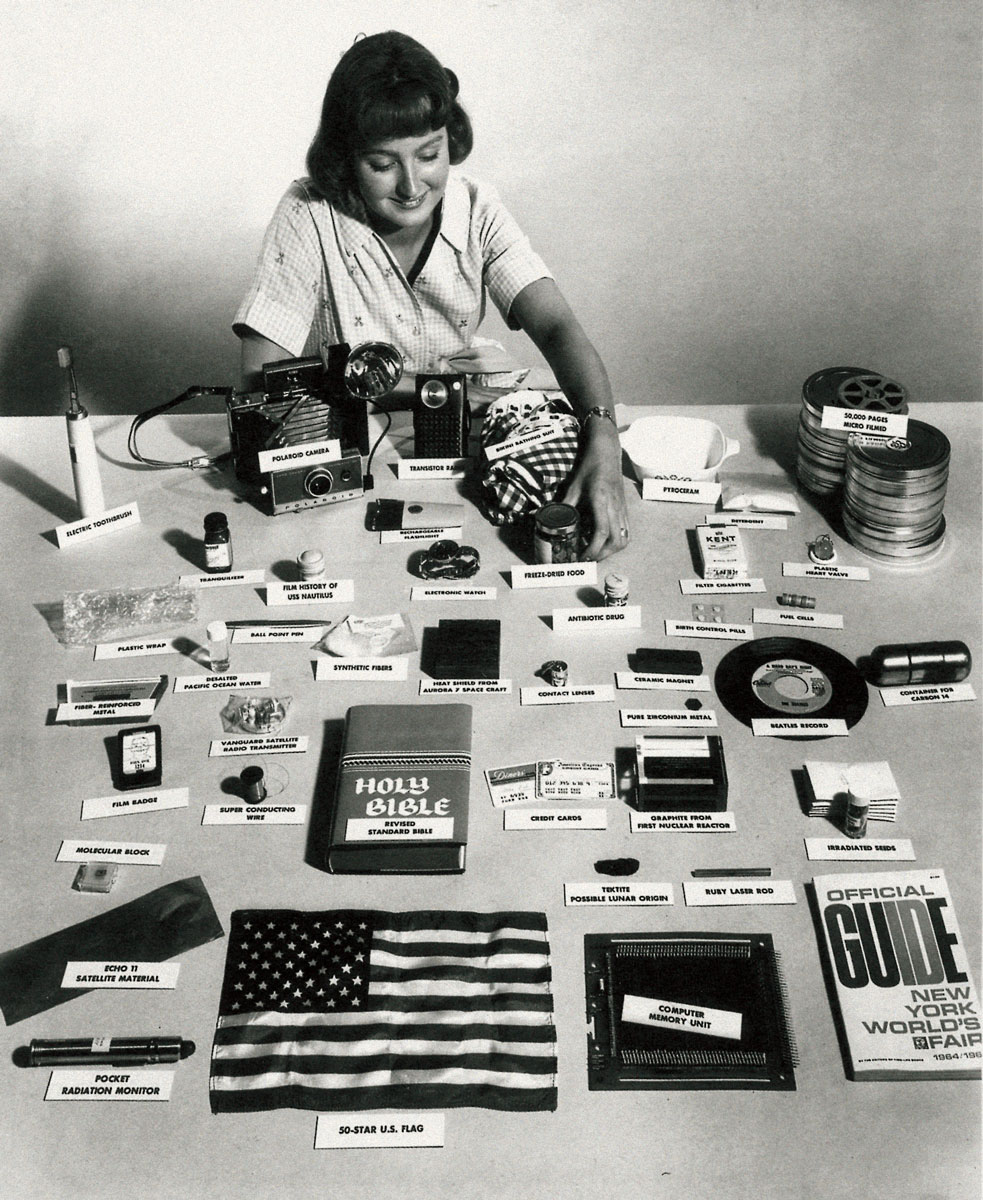
Conteúdos inseridos na cápsula do tempo da empresa Westinghouse, em 1965.